# 梁乙埋
梁乙埋（？—1085年），西凉府人，西夏大臣，毅宗李谅祚梁皇后的弟弟。
1067年，李谅祚去世，其子八岁的惠宗李秉常即位，梁太后执政，梁乙埋为国相。1068年到1074年，梁乙埋对北宋连年作战，屡战屡败。惠宗娶梁乙埋之女为皇后。1075年，惠宗亲政，要缓解与宋朝的关系，限制梁氏，反被梁氏软禁。1082年，西夏与宋朝请和不果，重新开战。1085年，梁乙埋去世，其子梁乙逋执政。